# Nouveaux discours du Docteur O'Grady
Nouveaux discours du Docteur O'Grady est un roman d'André Maurois paru en 1950 chez Grasset et faisant suite aux Silences du colonel Bramble (paru en 1918) et aux Discours du Docteur O'Grady (publié en 1922), mettant en scène une série de retrouvailles et de nouvelles discussions entre l'ancien interprète Aurelle et le docteur O'Grady.

## Résumé
Nouveaux discours du Docteur O'Grady s'ouvre avec les retrouvailles en 1946 à Paris d'Aurelle, devenu un écrivain reconnu, et du docteur O'Grady, qui a lui aussi acquis une relative célébrité pour ses succès en psychiatrie : à chacune de leur rencontre, la plupart du temps dans l'appartement d'Aurelle, les deux vieux amis évoquent au travers de leurs discussions divers sujets d'actualité, parmi lesquels figurent la bombe atomique et les risques d'un éventuel hiver nucléaire, les mutations génétiques, la guerre mondiale que se livrent entre elles les deux espèces de fourmis Pheidole megacephala et Iridomyrmex purpureus, l'article As We May Think du professeur Vannevar Bush ou encore l'accidentite.  
Durant celles-ci, Aurelle a l'occasion de lire au docteur O'Grady deux nouvelles de sa composition : l'une, intitulée Voyage au pays des Érophages, traite d'un peuple dont les êtres seraient « construits de telle manière que l'assouvissement de la soif ne serait possible ou agréable qu'à deux » au moyen « d'une glande ayant la forme d'un sein » fixée sur leur bras droit, ce qui les conduirait à récréer « autour d'un autre désir, toutes les passions de l'amour » (cette nouvelle est présentée comme une suite de Voyage au pays des Articoles, ouvrage réellement publié par André Maurois en 1927) ; la seconde, L'Amour veut être aveugle, traite de la passion d'un grand compositeur atteint de cécité et de sa compagne, défigurée par une explosion. 
Beaucoup d'ouvrages et d'écrivains contemporains sont également évoqués au cours de ces discussions, tels que Jean Cocteau, L'Invitée de Simone de Beauvoir, Réflexions sur la question juive de Jean-Paul Sartre, Narcisse parle et Le Cimetière marin de Paul Valéry, Le Mythe de Sisyphe d'Albert Camus ou encore 'Adame Miroir de Jean Genet.

## Analyse
Contrairement à ses deux prédécesseurs, et de l'aveu même de son auteur, les Nouveaux discours du Docteur O'Grady « ne sont pas un livre de guerre. » La rédaction de ce roman, achevée trente ans plus tard et après la fin de la Seconde Guerre mondiale, n'obéit pas à la même logique :

« Je souhaitais, en écrivant les Nouveaux Discours que, sous des dehors amusants et paradoxaux, cette nouvelle incarnation du Docteur fût prétexte à de sérieuses réflexions. Le lecteur attentif discernera là, je l'espère, l'esquisse d'une philosophie. »

— André Maurois, Préface du premier volume de ses Œuvres complètes paru en 1950

## Éditions
- André Maurois, Nouveaux discours du Docteur O'Grady, Paris, Grasset, 1950, 317 p.[2]
- André Maurois, Œuvres complètes : Les Silences du colonel Bramble - Les Discours du docteur O'Grady - A la recherche de Bramble - Les Nouveaux discours du docteur O'Grady - Conseils à un jeune Français - Ni Ange, ni Bête, t. I, Grasset, Paris, bois de Louis Jou, 1950[3].
- André Maurois, Les silences du colonel Bramble suivi des Discours et Nouveaux discours du Docteur O'Grady, Grasset, Paris, 1954 (réédition en 1965), 510 p.[4]
- André Maurois, Les silences du colonel Bramble ; Les Discours et Nouveaux discours du Docteur O'Grady, Éditions Rencontre, Lausanne, 1969, 421 p.[5]
- André Maurois, Les silences du colonel Bramble ; Les Discours et Nouveaux discours du Docteur O'Grady, illustrations de Jacques Rozier, Édito-service, Genève, 1976, 418 p.[6]